# ماساشی موتویاما
ماساشی موتویاما (به انگلیسی: Masashi Motoyama) بازیکن فوتبال اهل ژاپن و عضو تیم ملی فوتبال ژاپن است که در تاریخ ۱۸ ژوئن ۲۰۰۰ میلادی اولین بازی ملی‌اش را انجام داد. او در ۲۸ بازی ملی حضور داشت و آخرین بازی ملی خود را در تاریخ ۱۸ فوریه ۲۰۰۶ میلادی انجام داد. ماساشی موتویاما در بازی‌های ملی‌اش
گلی به ثمر نرساند.